# Bootanelleus nympha
Bootanelleus nympha är en stekelart som först beskrevs av Girault 1937.  Bootanelleus nympha ingår i släktet Bootanelleus och familjen gallglanssteklar. Inga underarter finns listade.